# Matthias Toplak
Matthias Simon Toplak (geb. 16. Mai 1984 in Oberhausen) ist ein deutscher Mittelalterarchäologe.

## Leben
Matthias Toplak studierte von 2004 bis 2011 Ur- und Frühgeschichte, Skandinavistik mit Schwerpunkt Altnordistik und Mittlere und Neuere Geschichte an den Universitäten Köln und Stockholm. 2016 wurde er mit einer Dissertation über ein wikingerzeitliches Gräberfeld auf Gotland bei Jörn Staecker an der Universität Tübingen promoviert. Von 2017 bis 2021 arbeitete er an der  Universität Tübingen als wissenschaftlicher Mitarbeiter des SFB 1070 RessourcenKulturen und forscht dort zur Kultur der Wikingerzeit, besonders zu Bestattungssitten und der Wikingerzeit auf Gotland.
Seit Oktober 2021 ist Matthias Toplak Direktor des Wikinger Museums Haithabu in Busdorf bei Schleswig.

## Schriften
- Kleidung und Tracht in der altnordischen Sagaliteratur und im archäologischen Fundkontext. Tectum-Verlag, Marburg 2011, ISBN 978-3-8288-2724-0.

- Das wikingerzeitliche Gräberfeld von Kopparsvik. Studien zu neuen Konzepten sozialer Identitäten am Übergang zum christlichen Mittelalter. Dissertation Universität Tübingen, Tübingen 2016, Digitalisat.
- mit Jörn Staecker (Hrsg.): Die Wikinger. Entdecker und Eroberer. Berlin: Ullstein/Propyläen Verlag 2019, ISBN 978-3-549-07648-4
- (Hrsg.): Die Wikinger. Seeräuber und Krieger im Licht der Archäologie (= Archäologie in Deutschland, Sonderheft 20/2021). Stuttgart: wbg Theiss 2021, ISBN 978-3-8062-4290-4
- mit Schade, Tobias; Schweizer, Beat; Teuber, Sandra; De Vela, Raffaella; Frauen, Wulf; Karami, Mohammad; Ojha, Deepak Kumar; Schmidt, Karsten; Sieler, Roman; Matthias Toplak (Hrsg.): Exploring Resources. On Cultural, Spatial and Temporal Dimensions of ResourceCultures (= RessourcenKulturen 13). Tübingen: Tübingen University Press 2021, Digitalisat.
- mit Hanne Østhus, Rudolf Simek (Hrsg.): Viking Age Slavery. Wien: Fassbaender 2021.
- Zwischen lokalen Traditionen und kultureller Integration. Kontinuität und Wandel in den spätwikingerzeitlichen Bestattungen auf dem Gräberfeld von Havor, Hablingbo sn, auf Gotland. Tübingen: Tübingen University Press 2021, Digitalisat.